# Национальный музей Ангкора
Национальный музей Ангкора (សារមន្ទីរជាតិ)) — наименование археологического музея, находящегося в городе Сиемреап, Камбоджа. Музей занимается сбором, сохранением и презентацией ангкорских археологических артефактов периода Кхмерской империи (IX—XIV вв.) и предоставляет информацию и образовательные программы об этой эпохе камбоджийской истории и культуры. Большинство музейных экспонатов найдены во время археологических исследований в исторической области Ангкор. Музей находится по адресу Vithei Charles de Gaulle, 968 между центром города и северной дорогой, ведущей к древнему городу Ангкор.

## История
Открытие музея состоялось 12 ноября 2007 года. Большая часть собрания принадлежит Национальному музею Камбоджи. Около шести тысяч экспонатов было передано Французским институтом Дальнего Востока (эта часть музейного собрания находится в собственности камбоджийского Министерства культуры). В настоящее время музейный комплекс является собственностью тайской компании «Thai Vilailuck International Holdings», администрация которой находится в Бангкоке.

## Экспозиция
В настоящее время музей демонстрирует археологические экспонаты золотой эпохи Кхмерской империи и её культурное наследие в девяти залах:
1. Брифинг-зал, в котором находится демонстрационный зал с 80 местами. В этом зале предоставляется общая информация о музее на кхмерском, тайском, корейском, японском, китайском, английском и французском языках.
2. Галерея тысячи будд, где демонстрируется культурное влияние буддизма на кхмерский народ от древней Кхмерской империи до нашего времени.
3. Галерея А — Кхмерская цивилизация. В этом зале показана история основания кхмерской империи, её история и искусство.
4. Галерея В — Религия. Здесь демонстрируется культурное и историческое влияние буддизма на литературу, скульптуру, архитектуру и повседневную жизнь Кхмерской империи.
5. Галерея С — Кхмерские императоры. Галерея показывает исторические свидетельства об известных кхмерских императорах, в частности об императоре Джаявармане II, объединившем два королевства в единое государство Ченла (802—850), императоре Яшовармане I, который основал в Ангкоре столицу Кхмерской империи, императоре Суярвармане II, который между 1116—1145 годами построил Ангкор-Ват и короле Джаявармане VII, построившем Ангкор-Тхом (между 1181—1201).
6. Галерея D — Ангкор-Ват. В этой галерее находятся археологические артефакты, касающиеся истории, духовной концепции и архитектурной техники строительства дворца Ангкор-Ват.
7. Галерея E — Ангкор-Тхом. Выставка галереи показывает строительство, историю архитектурных изменений и инженерных сооружений древней столицы Кхмерской империи Ангкор-Тхома.
8. Галерея G — Выставка «История в камне». Галерея демонстрирует надписи на камнях, которые свидетельствуют о важных событиях из истории Кхмерской империи.
9. Галерея F — Выставка «Древний костюм». В этом зале показаны древняя кхмерская одежда, ювелирные изделия и различные предметы повседневной жизни кхмеров периода Кхмерской империи.

## Галерея

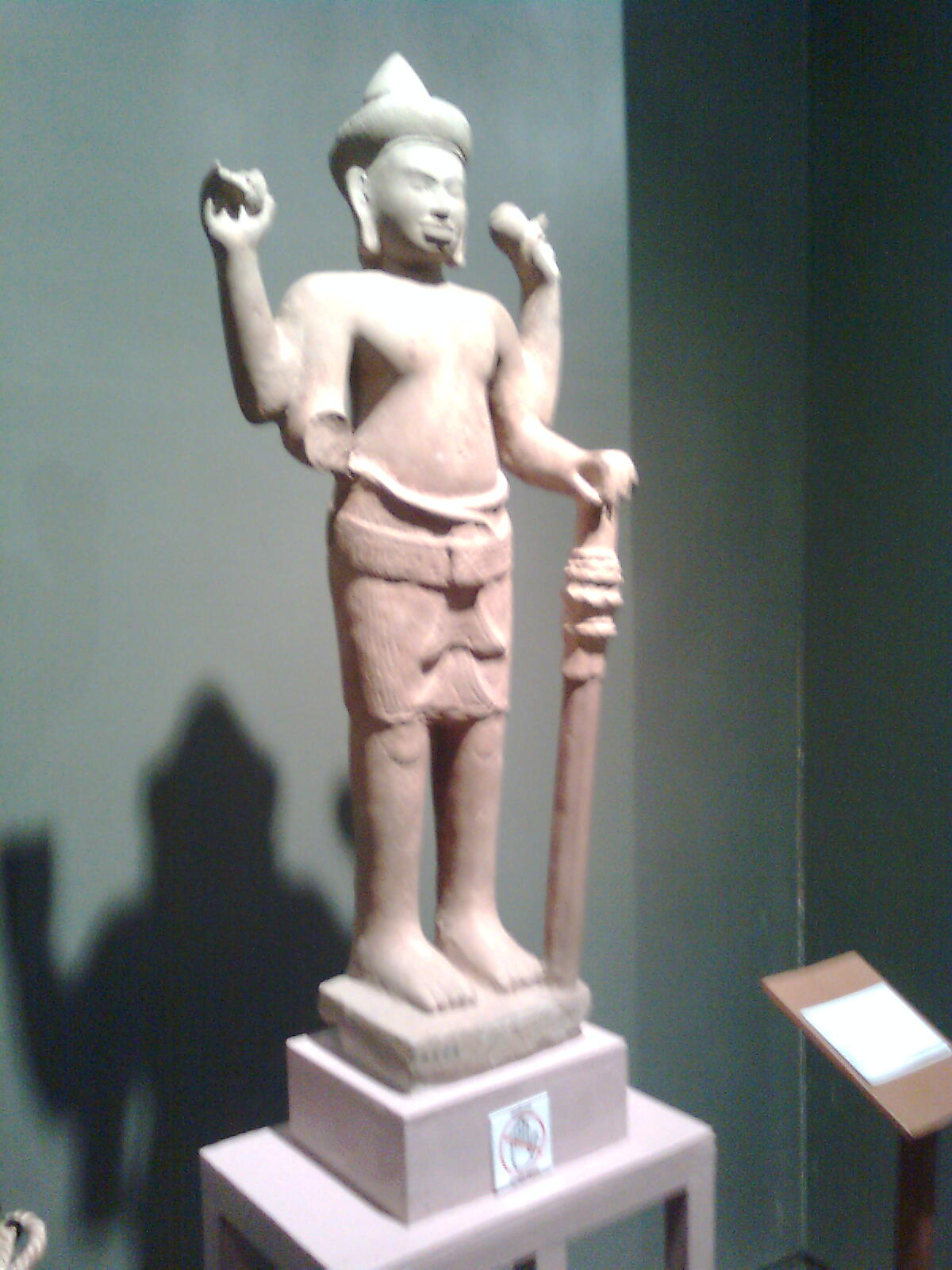
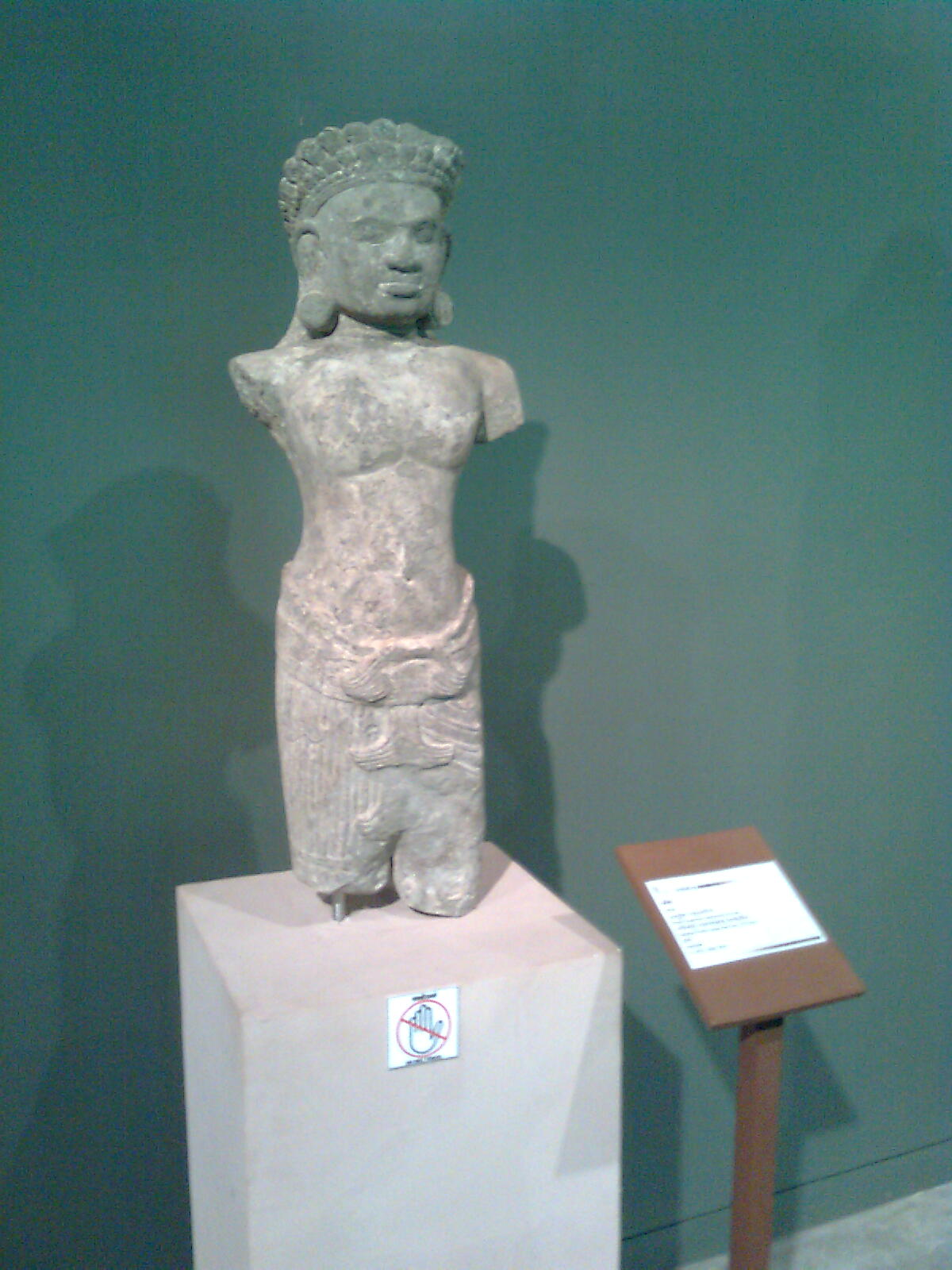
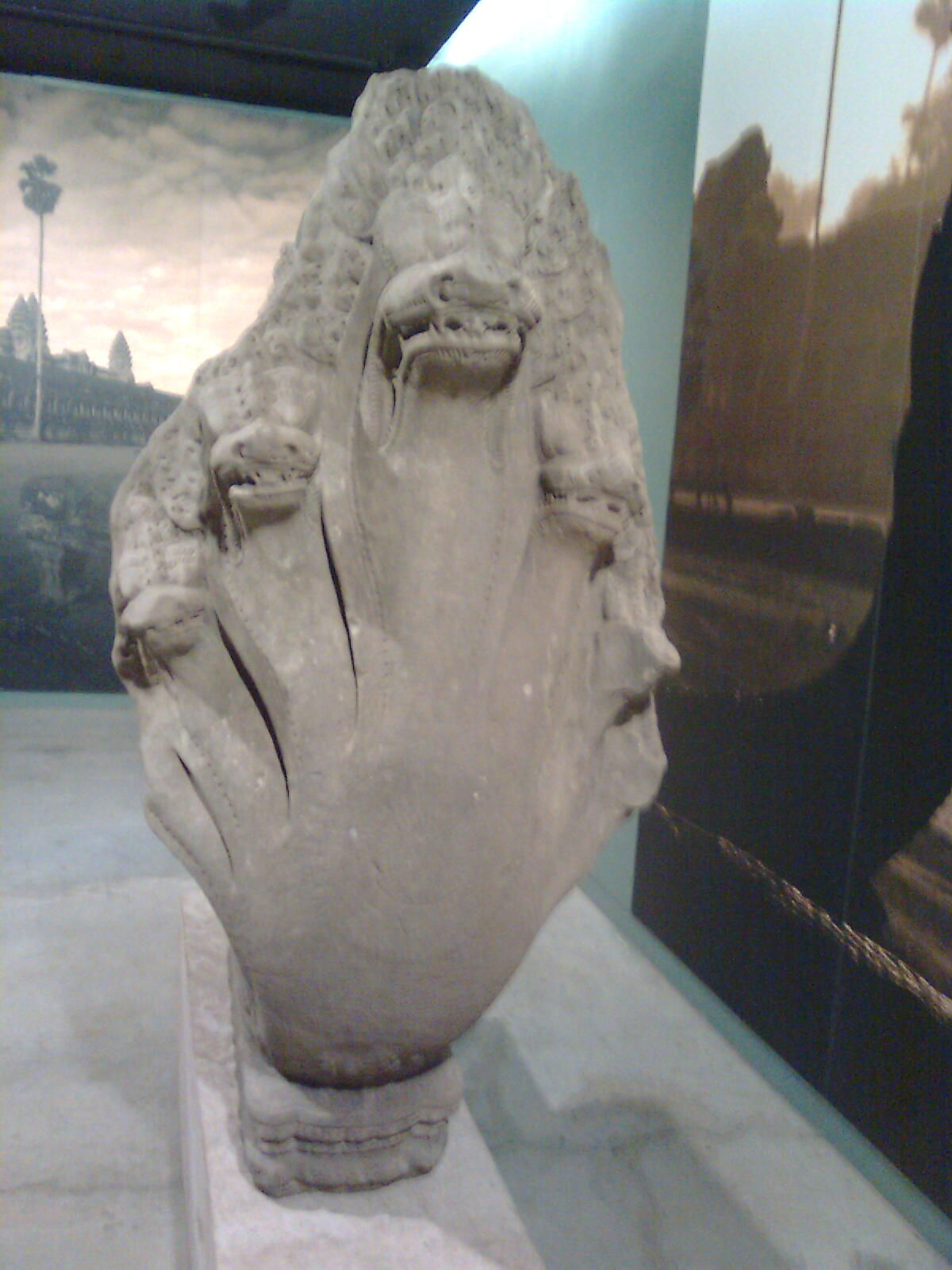
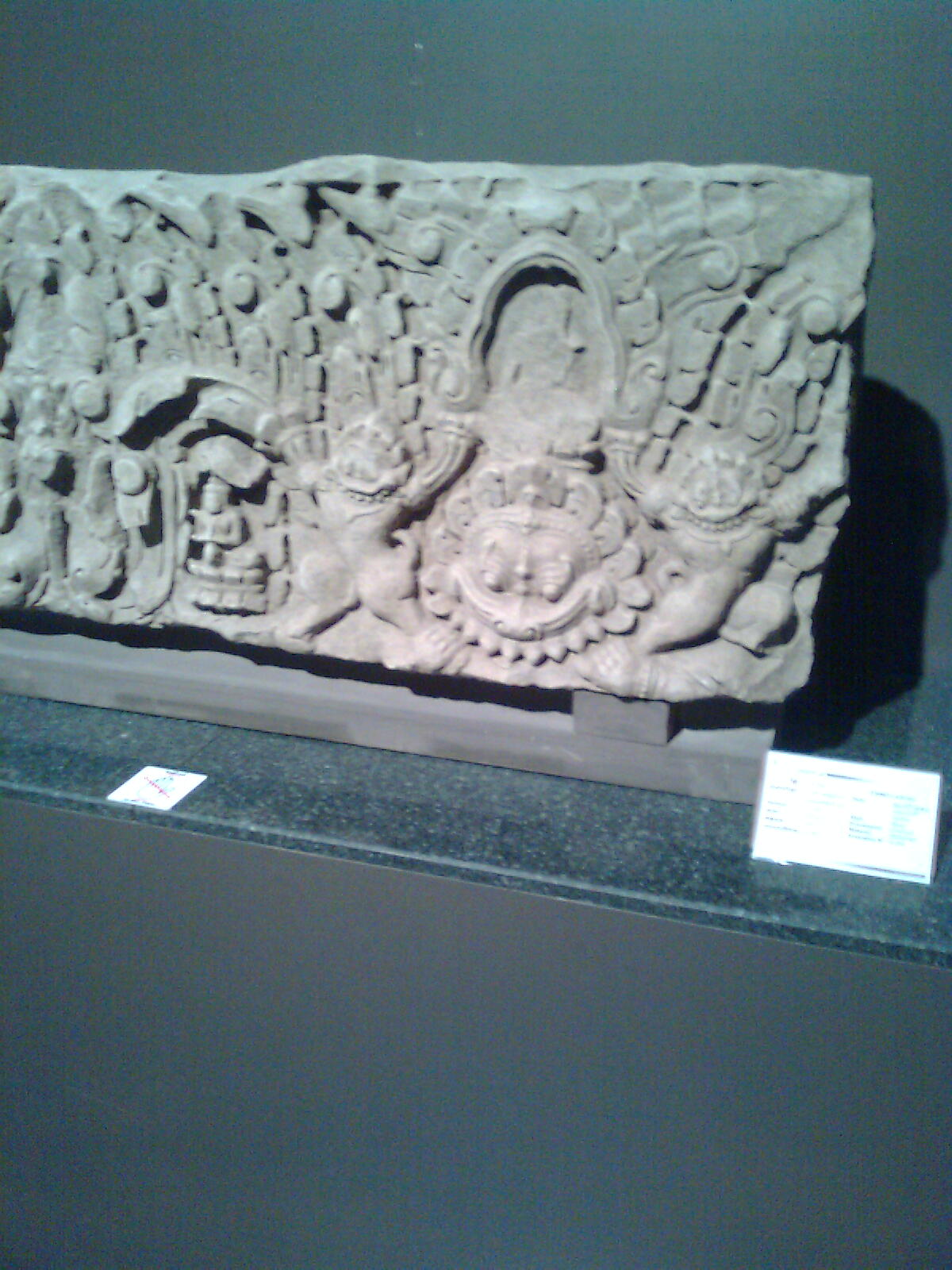
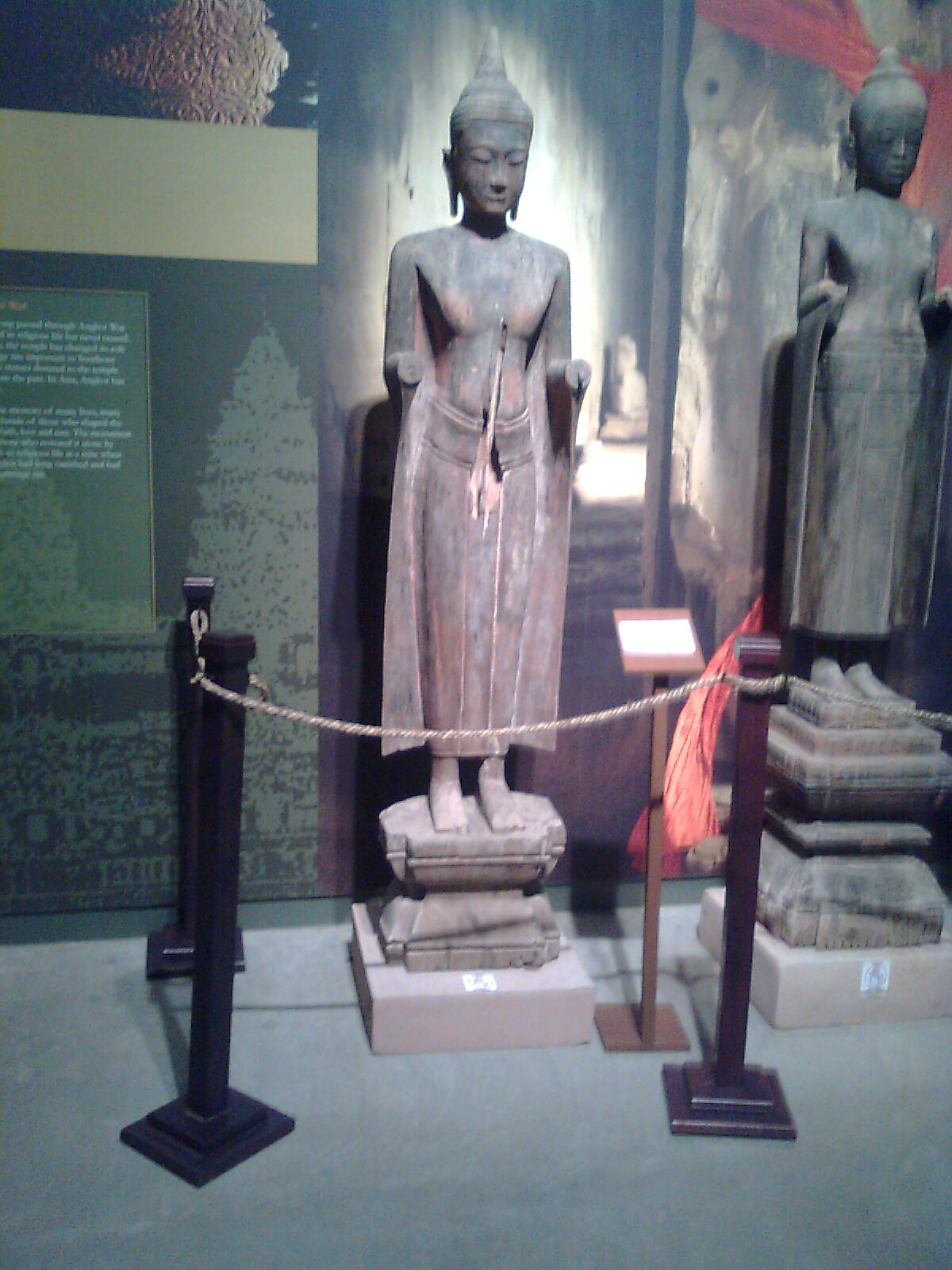
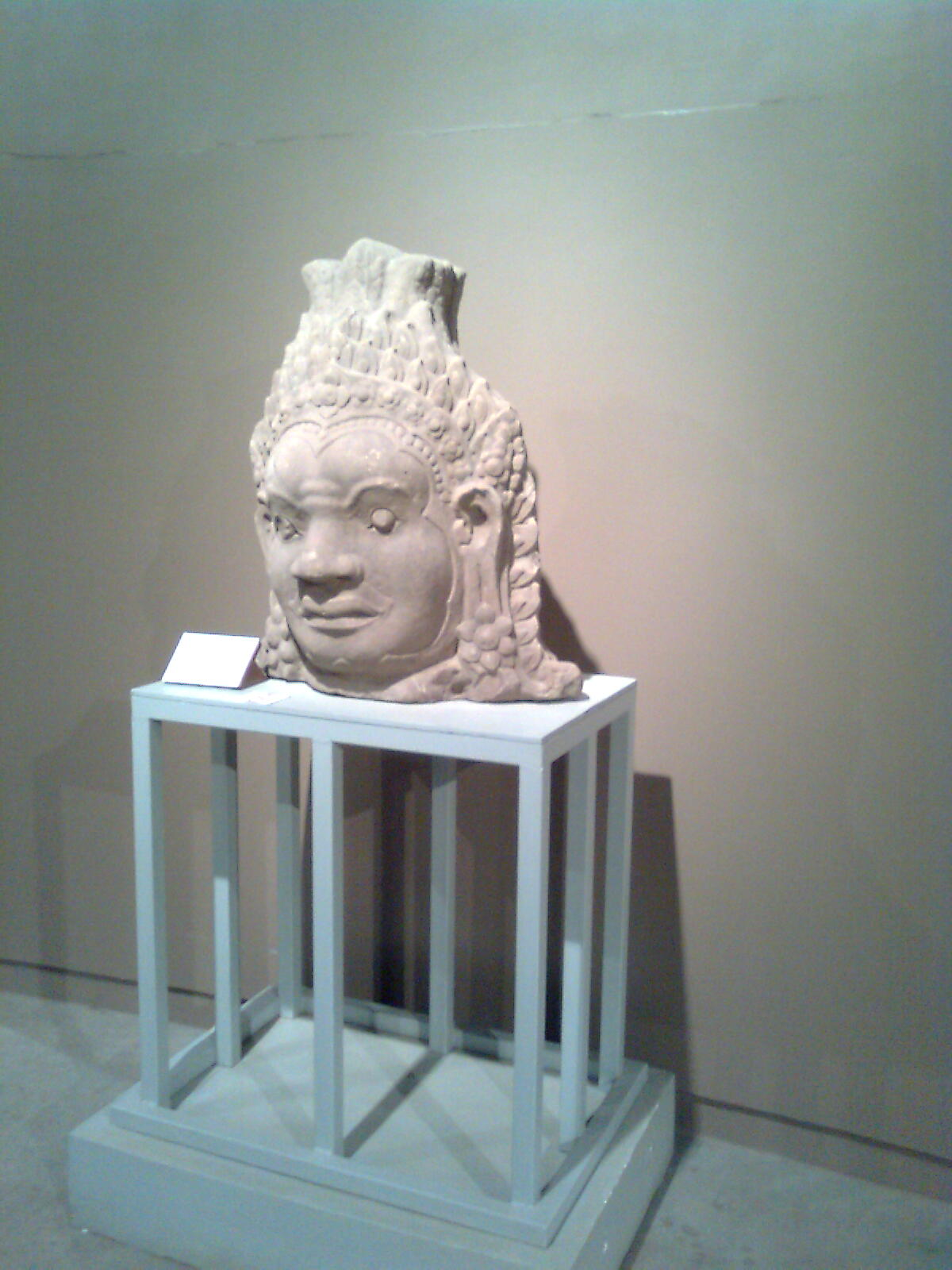
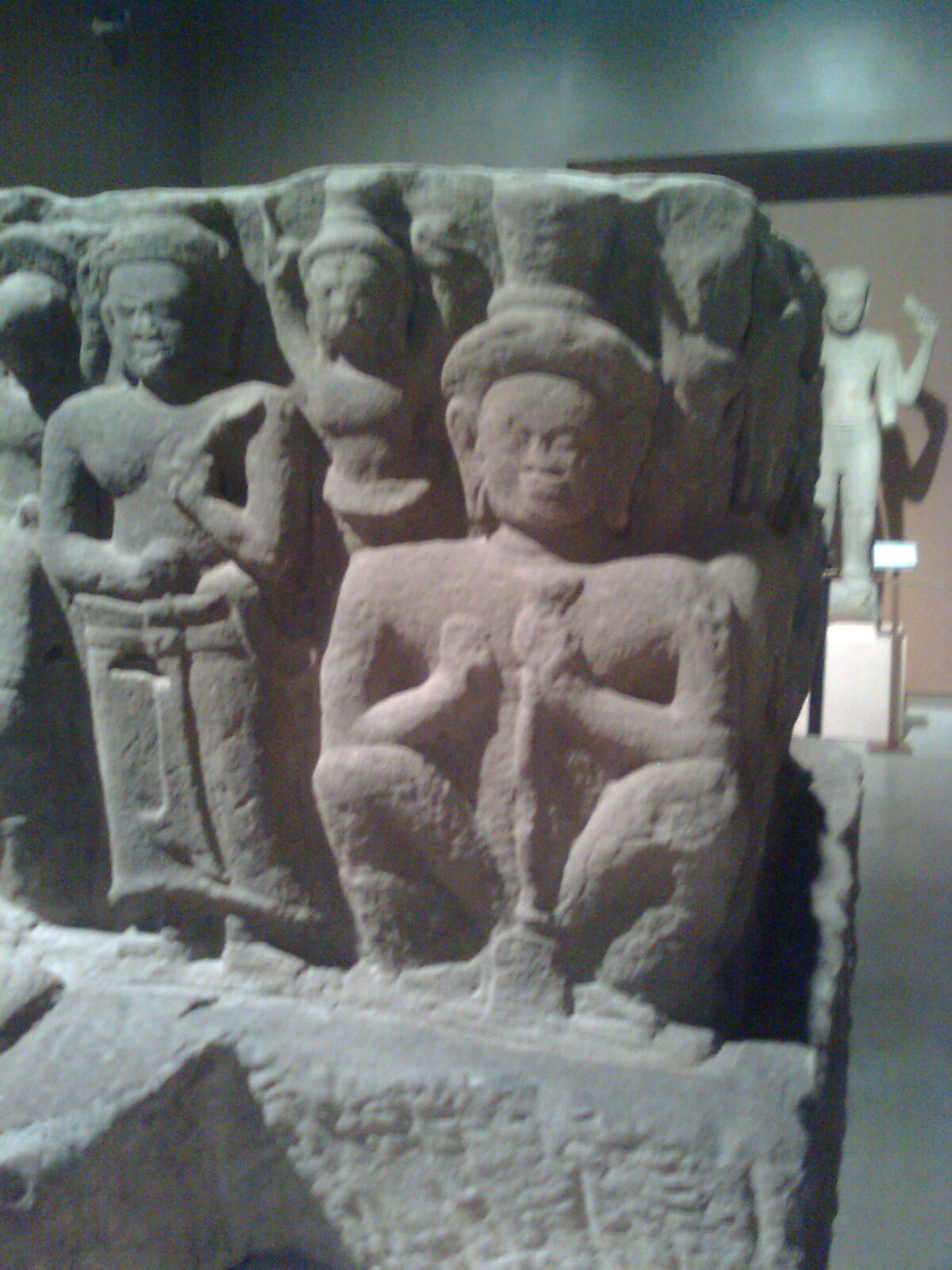
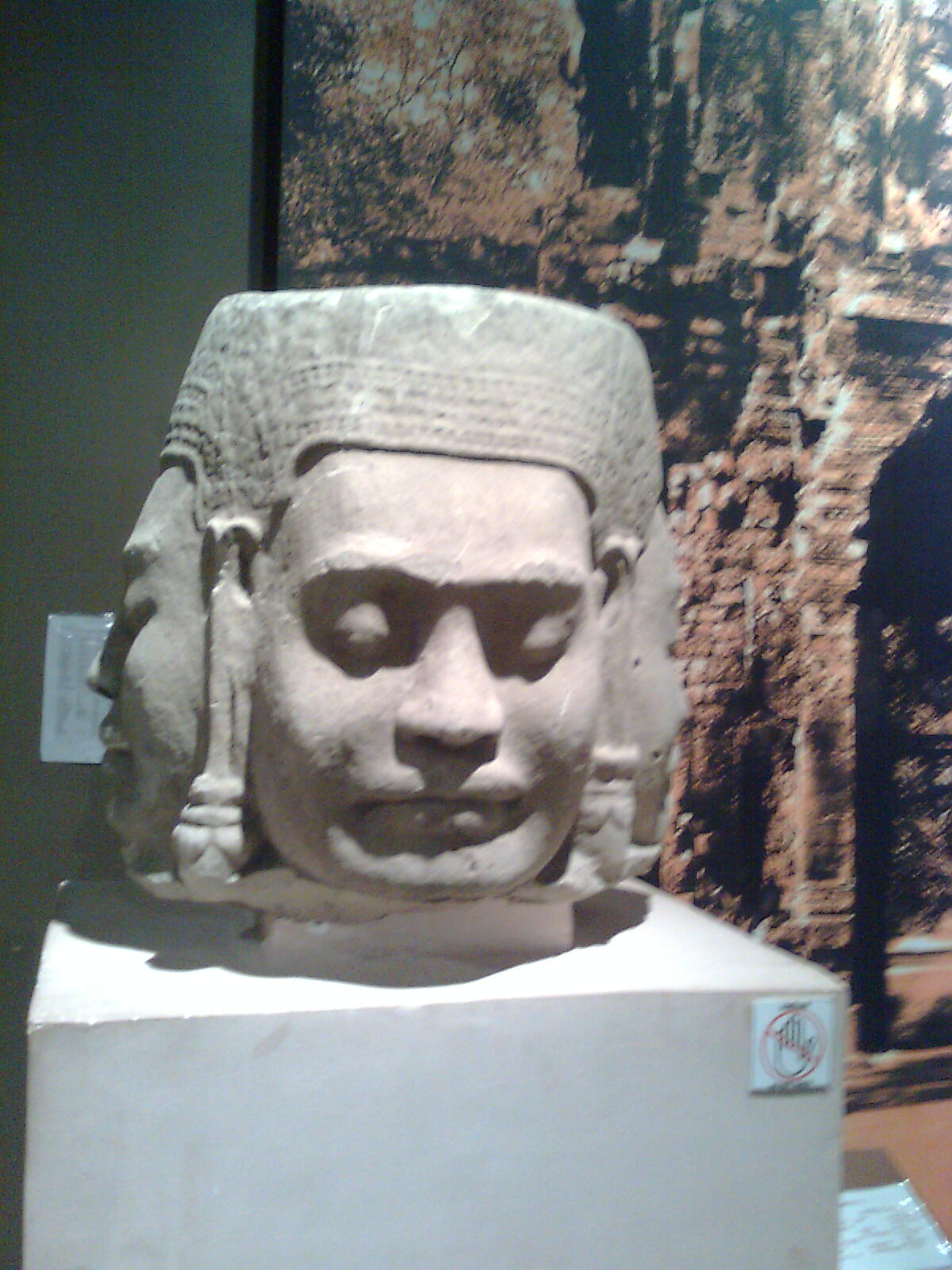
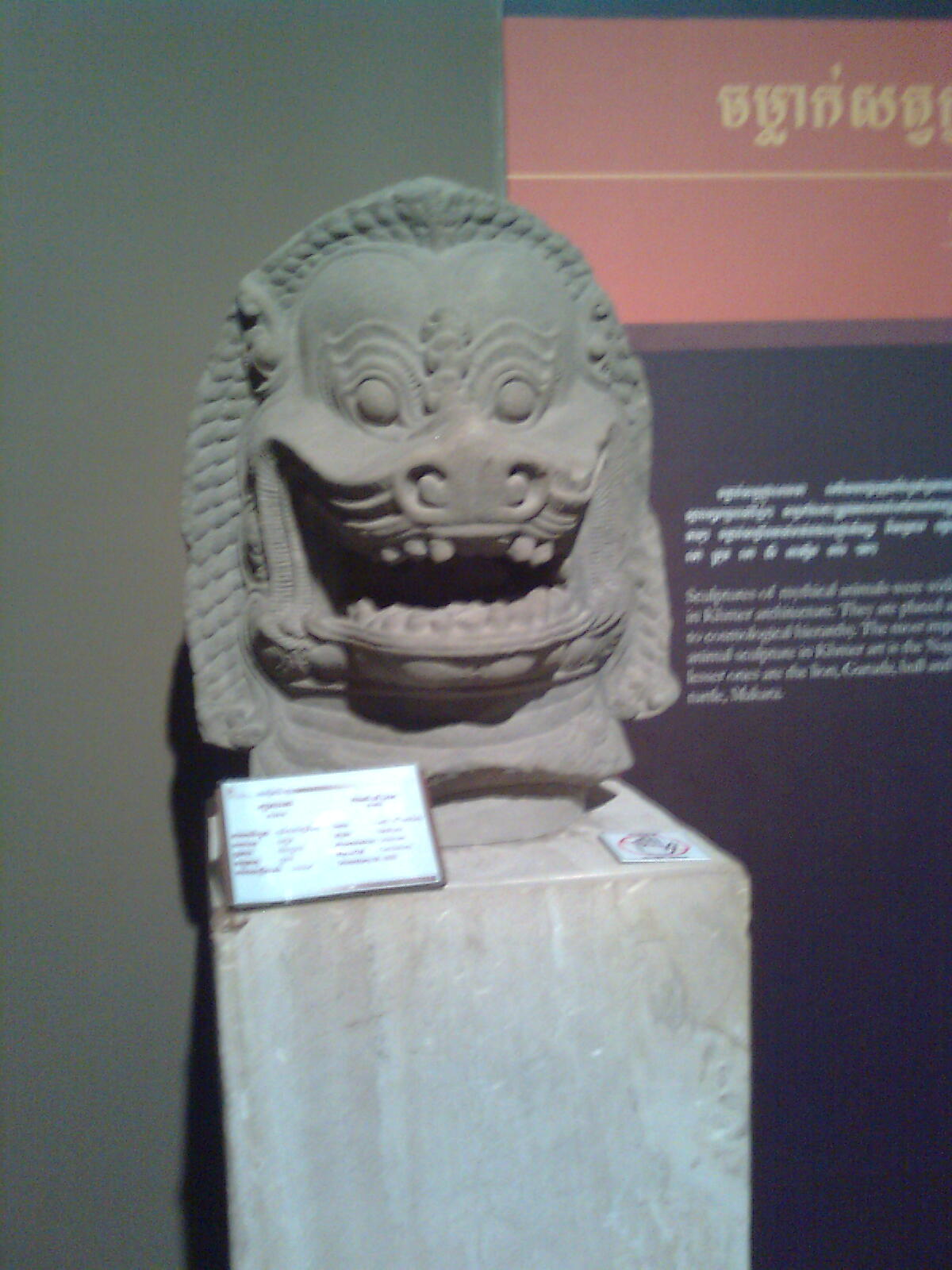
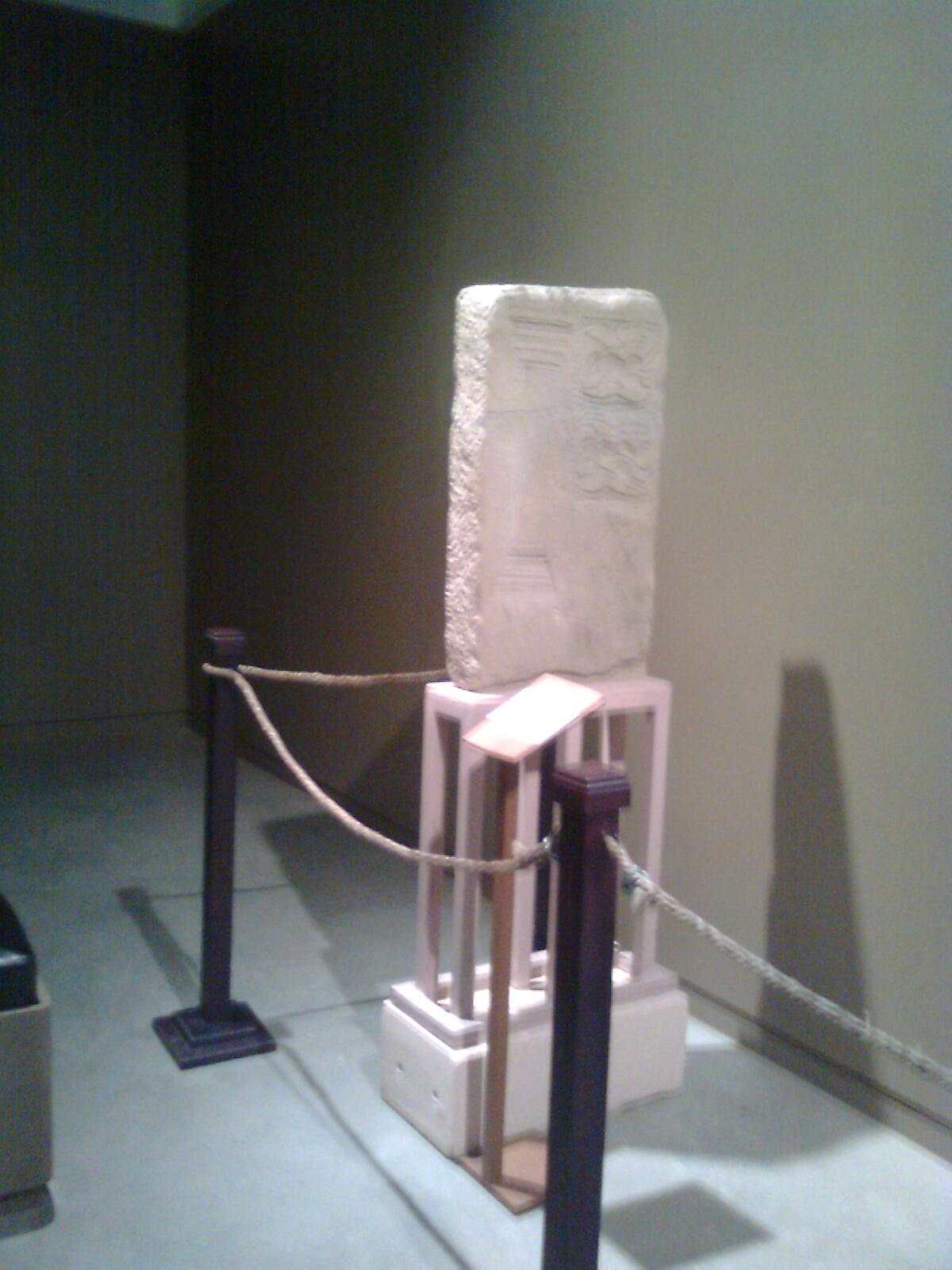